# Römergrab Köln-Weiden

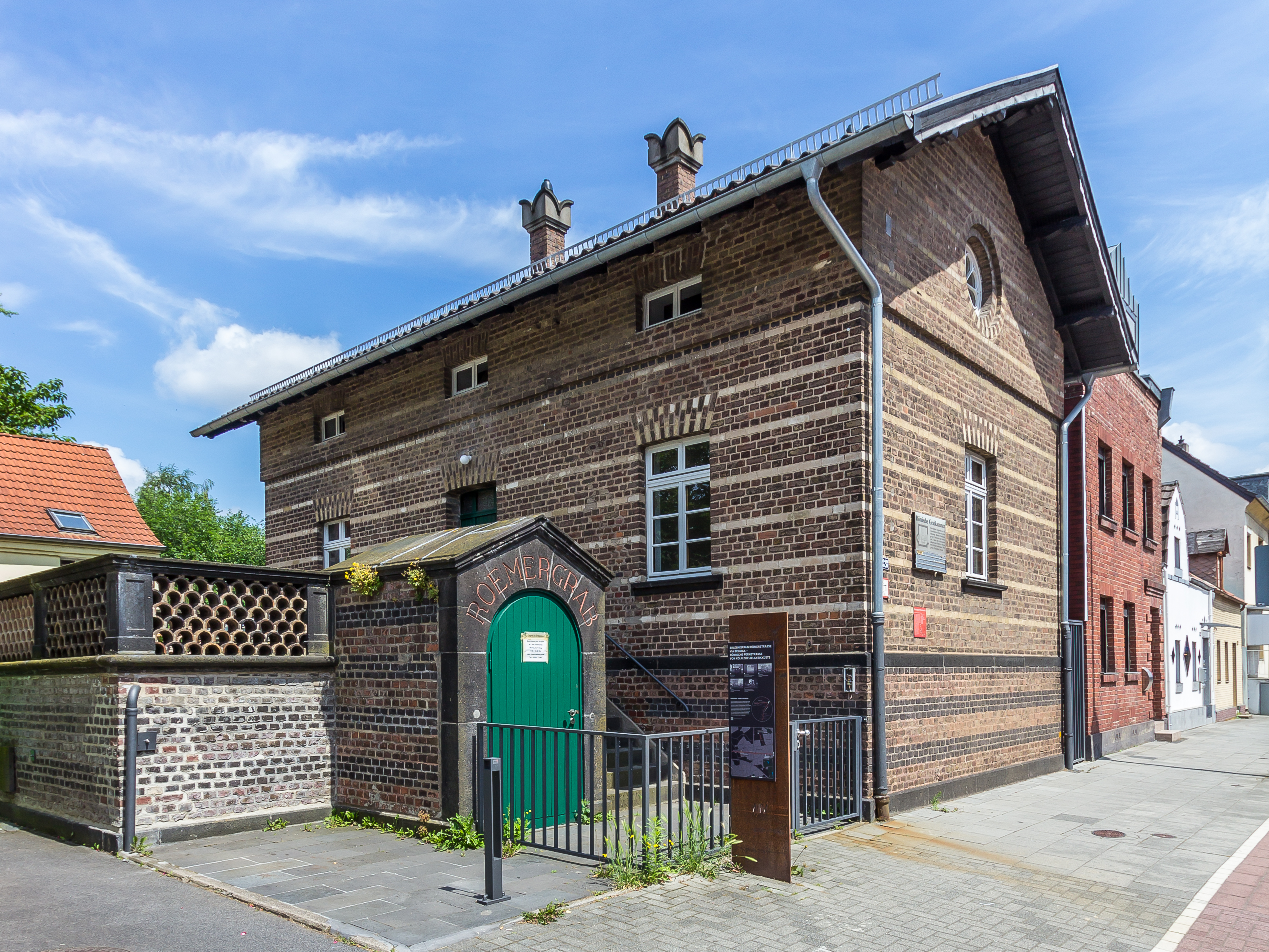
Wärterhaus und Zugang zum Römergrab Weiden, im Juli 2016

Das Römergrab in Köln-Weiden, Aachener Straße 1328, ist eine unterirdische Grabkammer (hypogaeum) aus dem 2. Jahrhundert.
Römische Gräber lagen in der Regel an den Ausfallstraßen eines Ortes. Auf diese Weise konnten Reisende der Toten gedenken, die so die Erinnerung bewahren. Ein besonders aufwändiges Grab befand sich an der Fernstraße Via Belgica von Tongern nach Köln, ca. neun Kilometer vor dem Westtor der Colonia Claudia Ara Agrippinensium im heutigen Stadtteil Weiden. In der reich ausgestatteten Grabkammer einer nahe gelegenen Villa rustica wurden mehrere Generationen einer wohlhabenden, römischen Familie bestattet.
Ein schlichteres Pendant an der Agrippa-Straße Köln–Trier ist das Römergrab in Efferen.

## Fundgeschichte

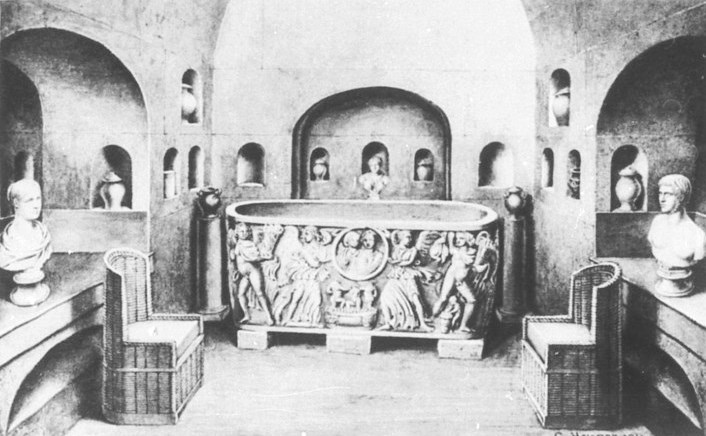
Aachener Straße (Köln-Weiden) – Römergruft (1911)

Entdeckt wurde die Grabkammer im April 1843, als der Fuhrmann Ferdinand Sieger für sein Geschäft ein neues Wirtschaftsgebäude anbauen wollte. Bei den Ausschachtungsarbeiten stieß er auf Bauschutt, den er für seinen Anbau nutzen wollte. Beim Ausräumen des Schuttes entdeckte er eine Treppe, die in mehr als fünf Meter Tiefe auf eine steinerne Verschlussplatte zulief. Sieger wähnte hinter der Platte einen verborgenen Schatz und zerschlug diese. Als er dahinter jedoch nur noch mehr Schutt antraf, wollte er die Grube wieder verfüllen. Der damalige Bürgermeister von Üsdorf, Weygold, und ein Gutsbesitzer aus Lövenich namens Dapper finanzierten gegen eine vereinbarte Fundteilung jedoch eine weitere Ausgrabung unter der Aufsicht eines Bergmannes.
1844 gelang es dem damaligen Kölner Dombaumeister Oberbaurat Ernst Friedrich Zwirner, das Grundstück und die Grabkammer für die Summe von 2300 Talern für das Königreich Preußen zu erwerben. Zwirner ließ den Grabbau rekonstruierend wiederaufbauen. Wie heute üblich, verwendete er für ergänzte Bausubstanz andere Materialien als die originalen Tuffsteine aus dem Brohltal, so dass die rekonstruierten Teile deutlich unterscheidbar sind. Gleichzeitig wurden ein Schutzbau und ein Wärterhaus errichtet. Für Besucher schuf Zwirner einen neuen Zugang und gab das Grabmal 1848 für den Publikumsverkehr frei.
Das Wärterhaus an der Aachener Straße trägt heute die Hausnummer 1328.
Bereits unmittelbar nach der ersten Ausgrabung erfolgte die Veröffentlichung des Grabungsberichtes von S. R. Schneider, gefolgt von einem Bericht in den Bonner Jahrbüchern 1843 von L. Ulrichs. Eine umfassende Vorlage erfolgte aber erst 1957 von Fritz Fremersdorf.
Mit der Übernahme der Zuständigkeit durch das Römisch-Germanische Museum, aufgrund der Eingemeindung Weidens zu Köln im Jahr 1975, wurden umfangreiche konservatorische und restauratorische Maßnahmen unternommen.

## Baubeschreibung

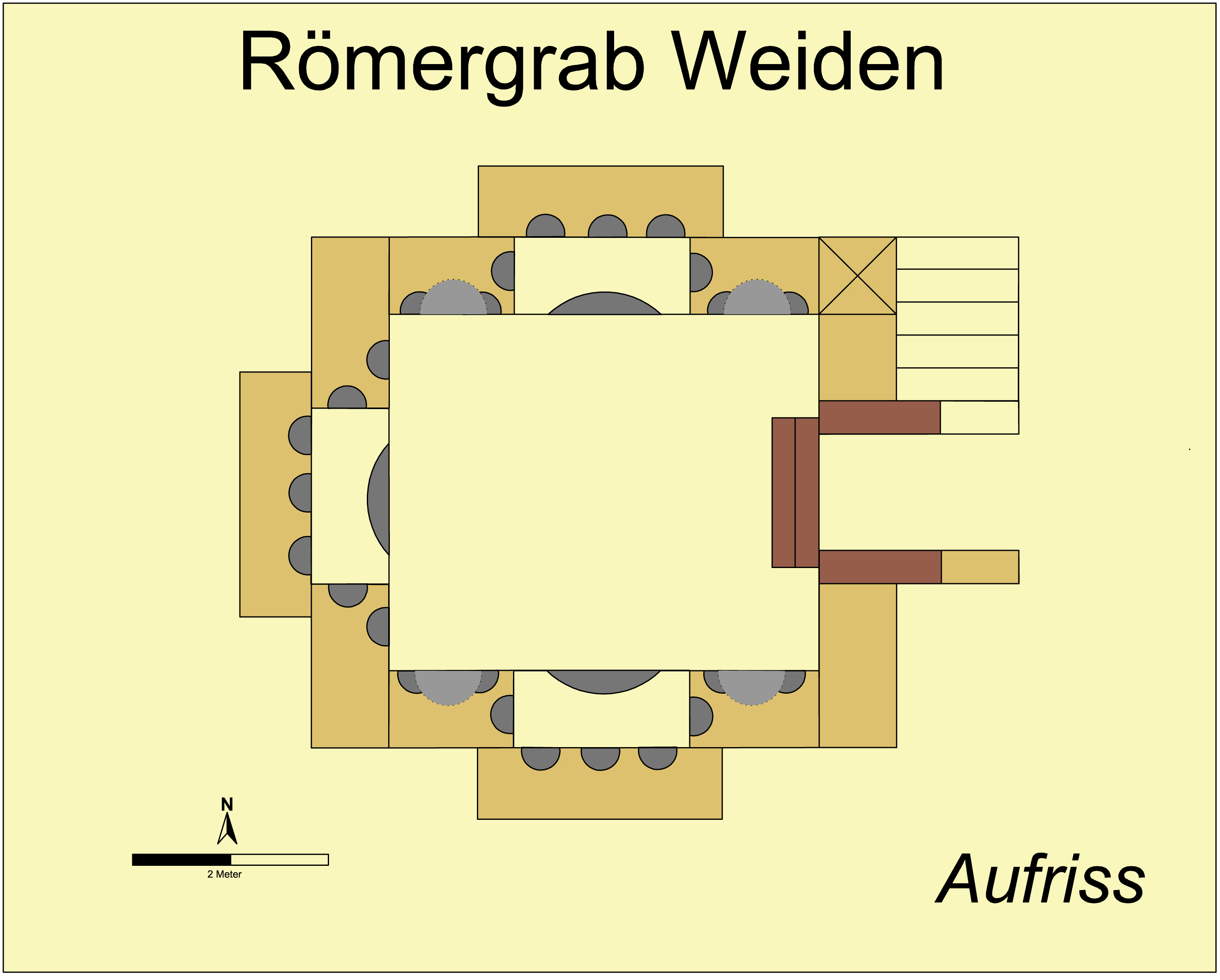
Aufriss des Römergrabs Weiden. Umzeichnung nach Fremersdorf (1957).

Ursprünglich führte eine Treppe aus Brohltaltuff zu dem etwa sechs Meter unter der Erdoberfläche liegenden Zugang der unterirdischen Grabkammer. Die Treppe und die Verschlussplatte sind heute nicht mehr erhalten. Die Wände des Hypogäums sind aus 2,50 × 0,73 × 0,57 Meter großen Blöcken aufgebaut, die unvermörtelt in vier Lagen über einer Sockelzone aufgemauert sind und ebenfalls aus Brohltaltuff bestehen.
Auf den Seitenwänden ruht eine Tonnendecke aus kleineren vermörtelten Tuffquadern. Auch der Fußboden besteht aus Tuffplatten. Lediglich die Türfassung besteht aus rotem Buntsandstein, wodurch sich der Zugang kompositorisch absetzt. Verschlossen war die Grabkammer mit einer Steinplatte, auf der ein schwerer Bronzering montiert war. Diese Verschlussplatte ist durch den Finder zerstört worden.
Das hypogaeum selbst misst 3,60 × 4,40 Meter und hat unter dem Scheitel der Tonnendecke eine Höhe von 4,06 Metern.
In der Mitte der beiden Seitenwände und der dem Zugang gegenüber liegenden Wand befinden sich 0,79 Meter tiefe, konchenartige Nischen, mit rechteckigem Grundriss mit den Maßen 1,79 Meter in der Breite und 1,54 Meter in der Höhe. In diesen Hauptnischen sind mit Marmor abgesetzte Klinen herausgearbeitet. Unterhalb jeder Kline befindet sich eine arkosolienartig angelegte Kammer, die üblicherweise zur Aufnahme von Leichnamen bei Körperbestattungen bestimmt waren. Die Weidener Kammern sind hierfür jedoch zu klein dimensioniert, so dass diese Pseudoarkosolien deshalb nur einen symbolischen oder dekorativen Zweck erfüllt haben können.
In den Seitenwänden sind weiterhin insgesamt 29 kleinere Nischen ausgearbeitet. Ausgenommen ist nur die glatte Wand mit dem Zugang. Die Nischen dienten der Aufnahme von Ascheurnen und Opfergaben. Dieser Befund verdeutlicht die Verwendung des hypogaeums als columbarium.
Von dem zu postulierenden oberirdischen Grabbau wurden im Versturz lediglich fragmentarisch erhaltene Säulenbruchstücke tuskischer Ordnung gefunden, wodurch eine Rekonstruktion des obertägigen Bauwerks erschwert wird.

## Inventar

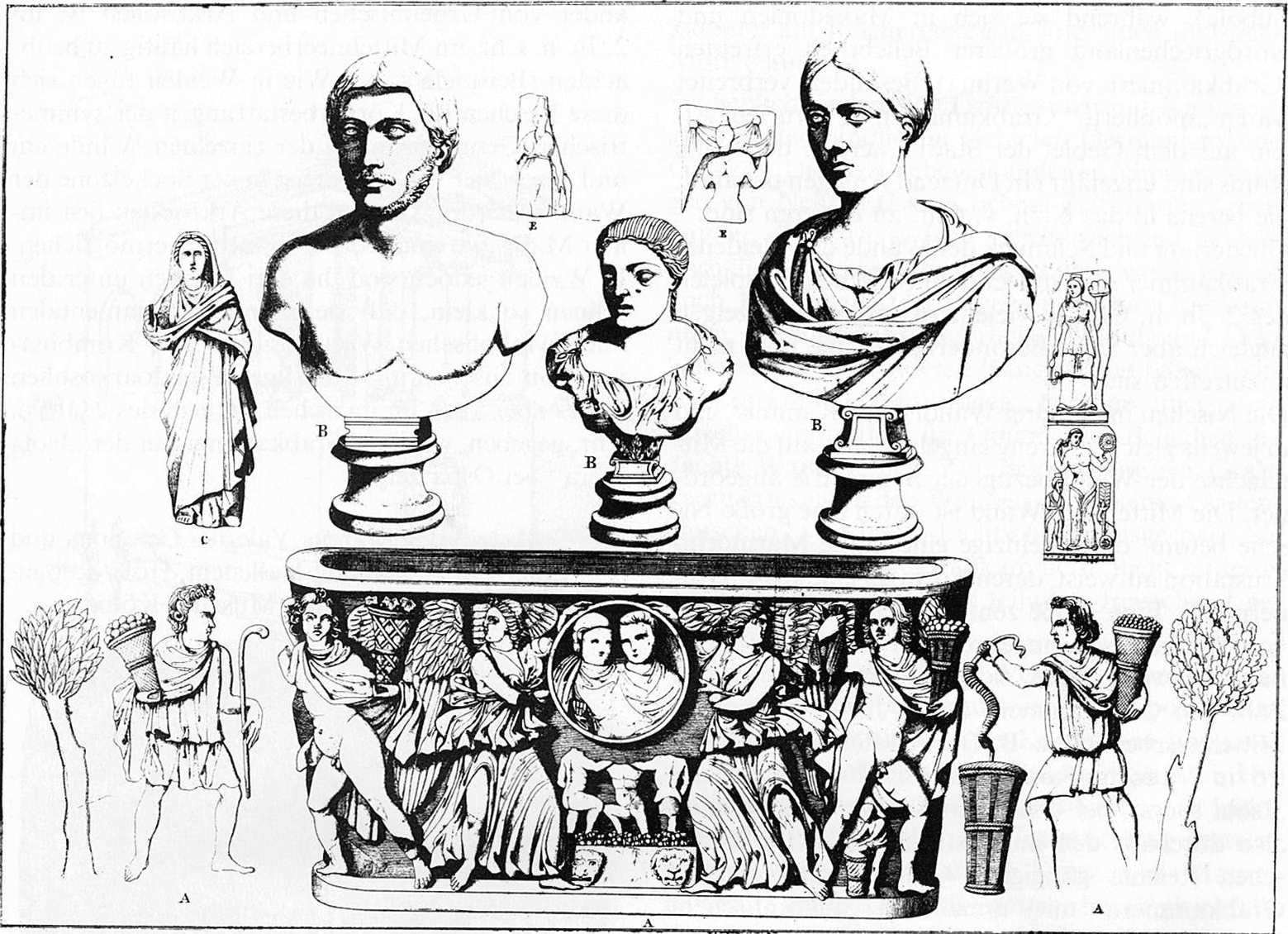
Inventar des Römergrabes Köln-Weiden nach einem Stich von 1843.

Aufgrund seiner Ausstattung zählt das Römergrab Weiden zu den bedeutendsten Grabbauten der Römerzeit nördlich der Alpen. Diese sind in Ausführung und Dekor mit Grabkammern aus dem Mittelmeerraum vergleichbar, zeigen jedoch auch lokale Besonderheiten.

### Mobiliar
Vor den Nischen in den Seitenwänden stand jeweils ein aus Kalkstein nachgebildeter Korbstuhl (cathedra). Im Zusammenspiel mit den Klinen in den Hauptnischen entsteht hier der Eindruck eines Tricliniums, eines Speiseraums, der nach römischer Tischsitte angeordnet ist. Der vornehme römische Mann lagerte beim Essen auf einer Kline, während seine Frau ihr Essen sitzend am Fußende des Mannes einnahm. Steinerne Möbel dieser Art sind für die Nordprovinzen einmalig.

### Sarkophag

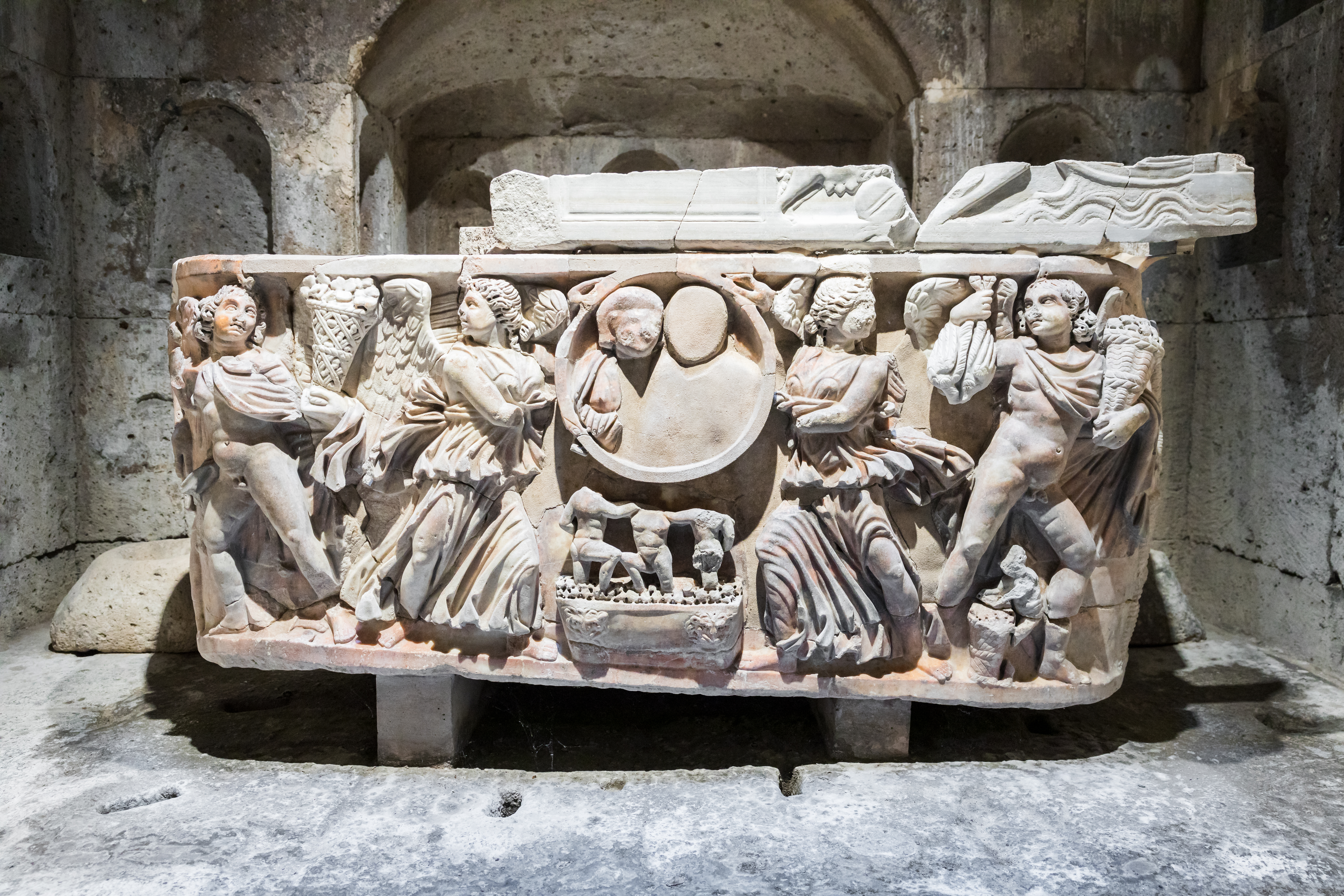
Sarkophag des Römergrabs

Prominentestes Ausstellungsstück in der Grabkammer ist ein Wannensarkophag aus Carrara-Marmor, der mit figürlichen Reliefdarstellungen von möglicherweise Jahreszeitenmotiven dekoriert ist.
Der ebenfalls aus Marmor gearbeitete Deckel war ursprünglich für einen größeren Sarkophag bestimmt gewesen. Für den Weidener Sarkophag wurde das Stück verkleinert, indem die Seiten abgearbeitet wurden. Der Deckel zeigt ebenfalls figürliche Darstellungen von hoher Qualität. Die Reliefbilder umfassen eine Tabula, in die jedoch keine Inschrift graviert wurde.
Dekor und Qualität lassen sowohl bei dem Sarkophag wie auch bei dem Deckel annehmen, dass es sich um Importe aus Rom handelt. Aufgrund kunstgeschichtlicher Vergleiche wird er in das ausgehende 3. Jahrhundert datiert.
Da der Sarkophag aufgrund seiner Größe nicht durch den Zugang in das hypogaeum gelangt sein kann, wird angenommen, dass sich der ursprüngliche Aufstellungsort im obertägigen Grabbau befand und er beim Einsturz des Gewölbes in die unterirdische Kammer fiel.

### Porträtbüsten
In der Grabkammer wurden drei Porträtbüsten  aus dem späten 2. Jahrhundert gefunden. Bei den dargestellten Personen, einem Mann, einer Frau und einem jungen Mädchen, handelt es sich möglicherweise um die verstorbenen Mitglieder der Gutsbesitzerfamilie, die in dem hypogaeum beigesetzt wurde. Inschriften sind keine erhalten, so dass ihre Namen nicht überliefert sind.

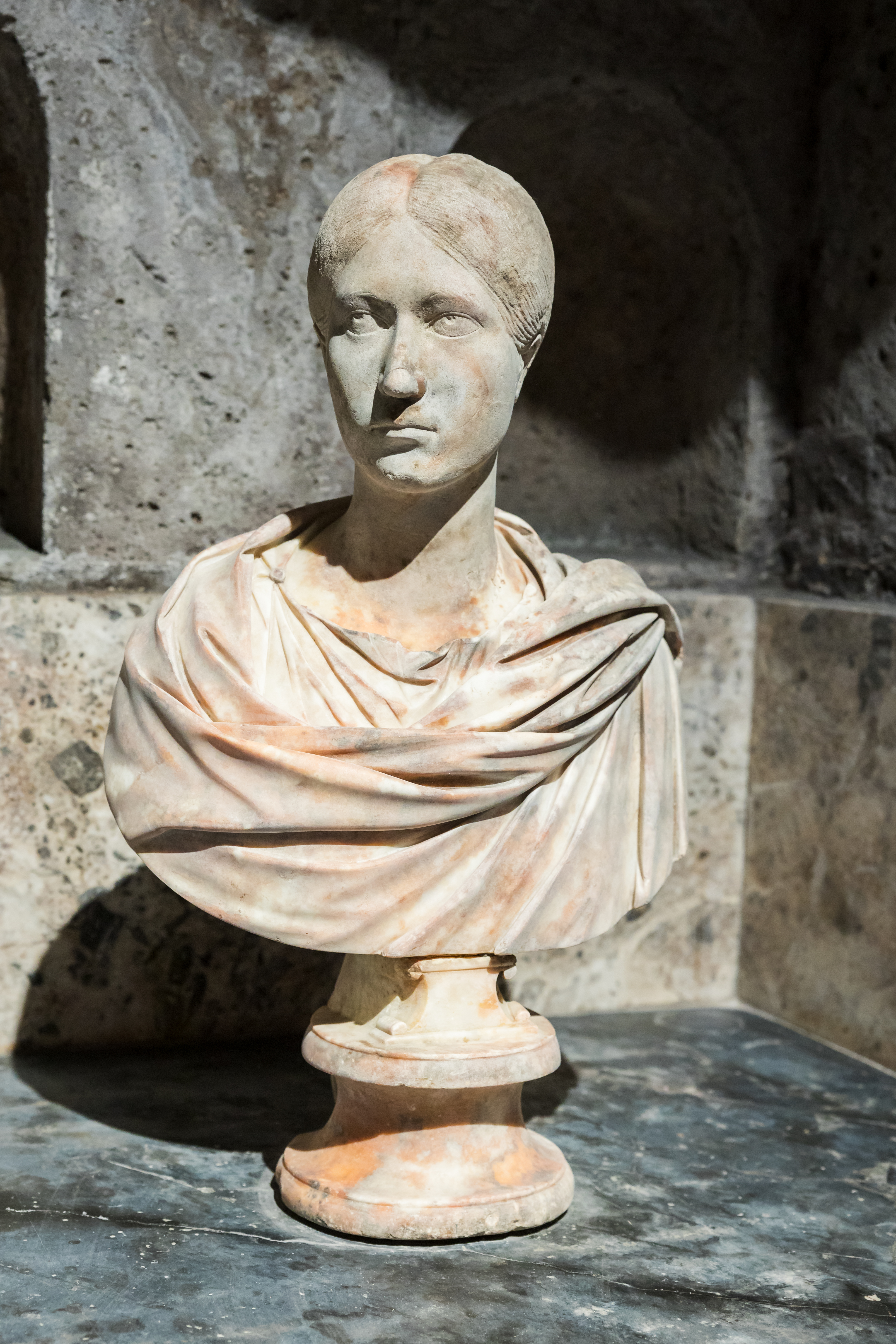
Büste einer Frau
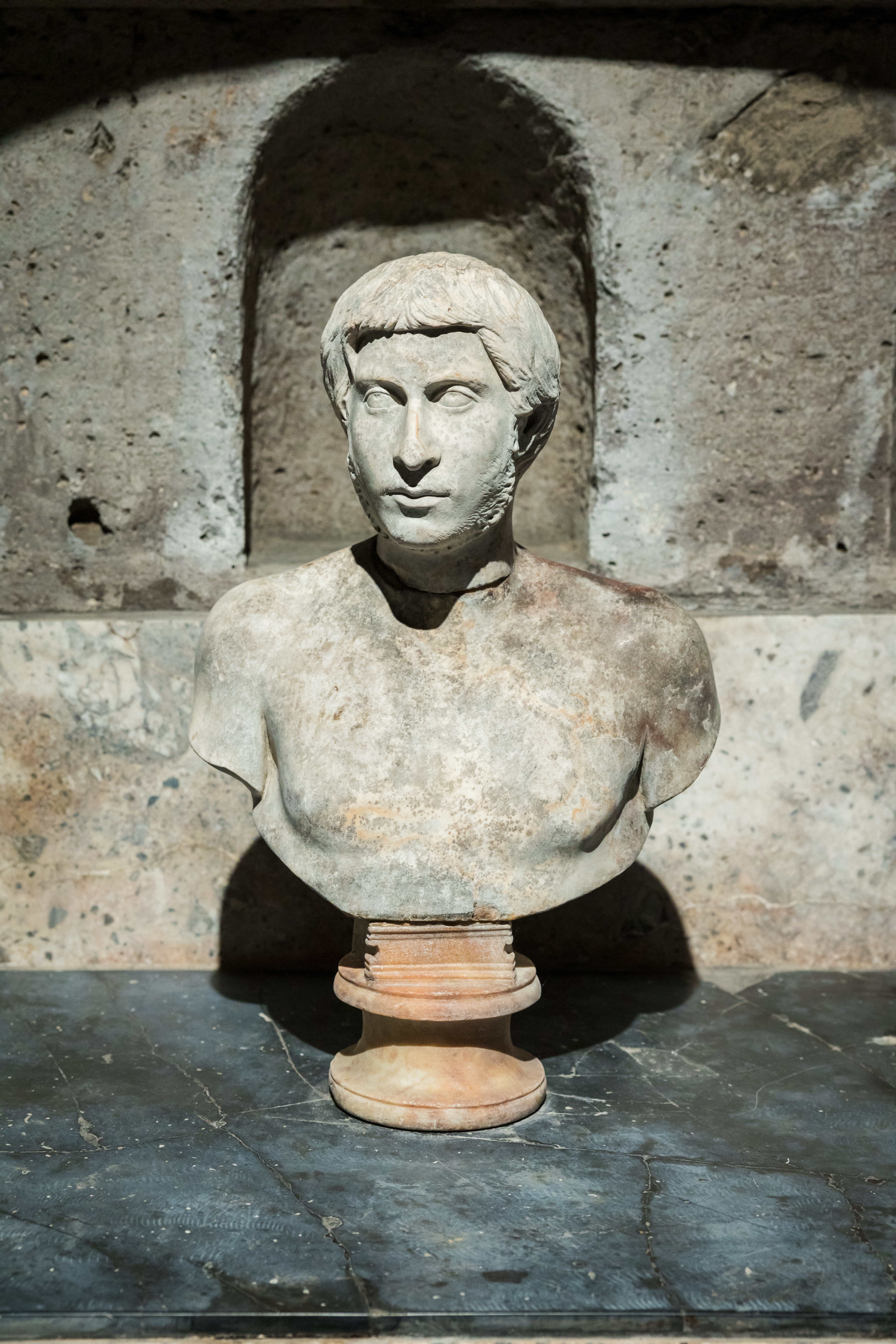
Büste eines Mannes
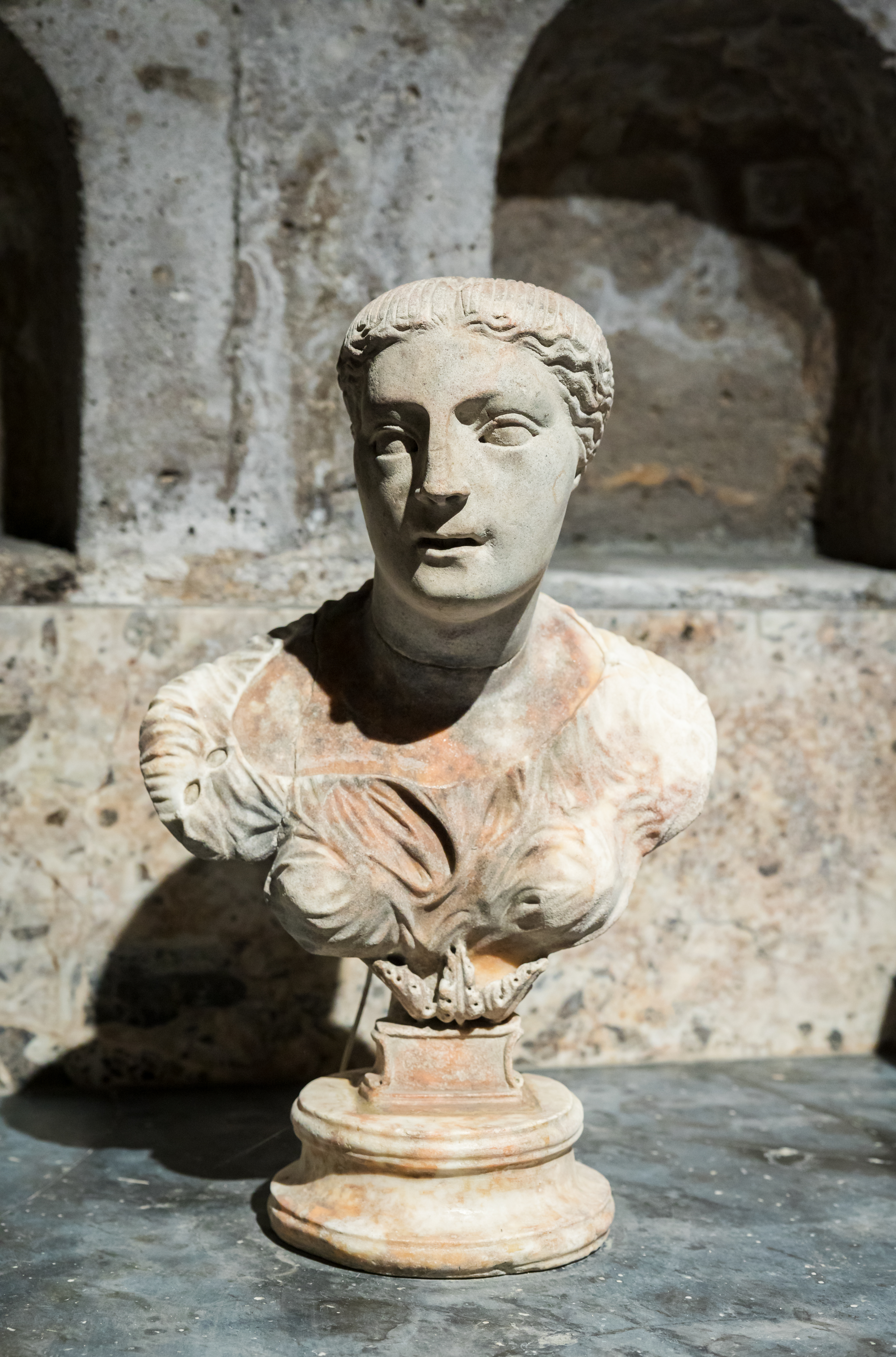
Büste eines jungen Mädchens

### Kleinfunde
Die bei der Freilegung der Grabkammer entdeckten Kleinfunde wurden von Schneider 1843 beschrieben. Fast alle wurden bald nach der Inbesitznahme durch das Königreich Preußen nach Berlin verbracht und gingen größtenteils im Zweiten Weltkrieg verloren.
Nach dem Bericht Schneiders standen in der Kammer „Aschenkrüge“, die als Urnen gedient haben können. Weitere Funde kommen als Grabbeigabe in Frage, lassen sich aber keiner konkreten Bestattung zuweisen. Dazu gehören gläserne Trinkgefäße, eine Vierkantflasche mit erhaltenem Salbrückstand, Bernsteinperlen und eine Silberschale.

Das kostbarste Kleinod war eine 10,2 cm hohe Figur aus Chalcedon. Dargestellt ist eine junge Frau, die mit Chiton und Mantel bekleidet ist.

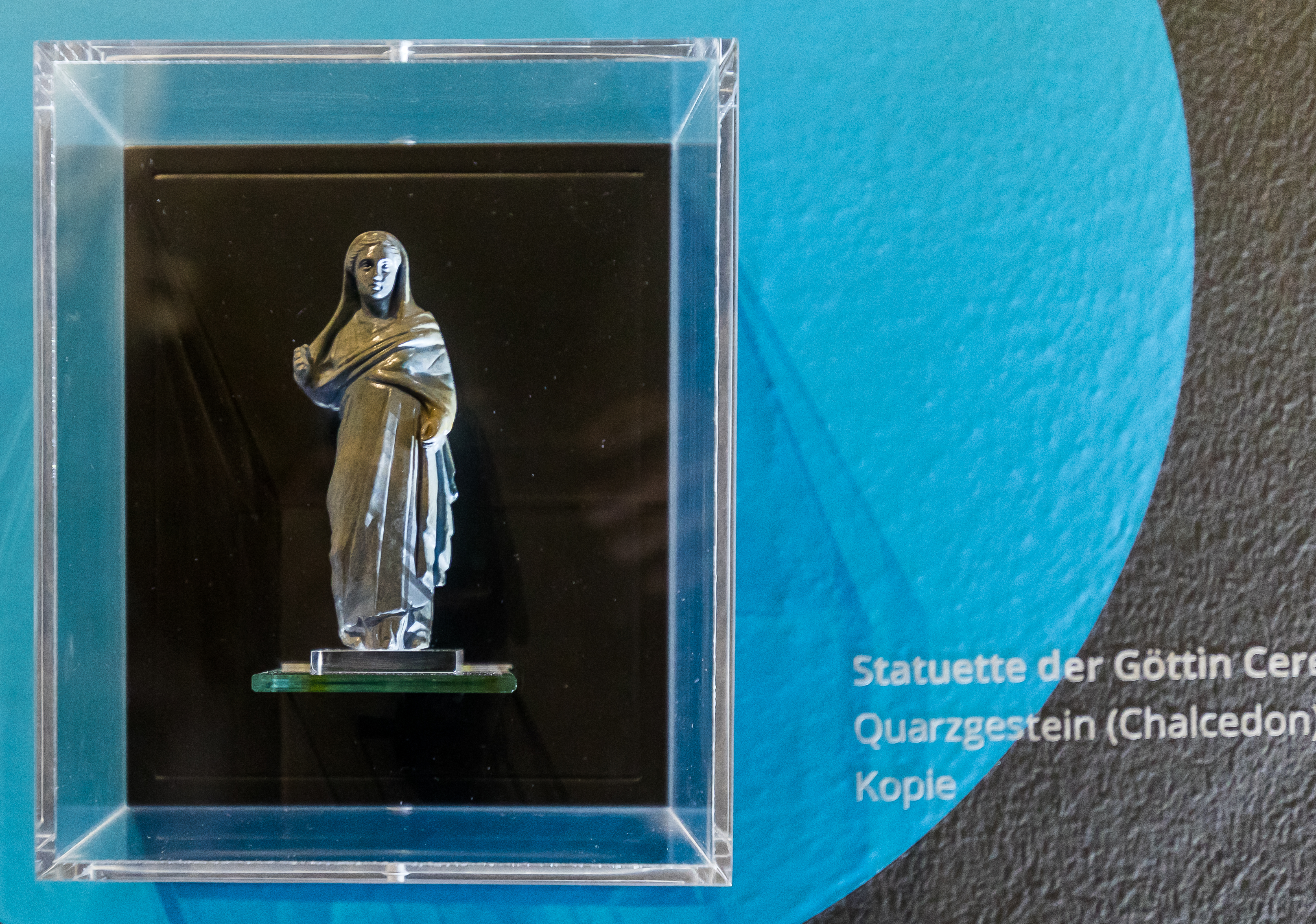
Statuette aus Chalcedon
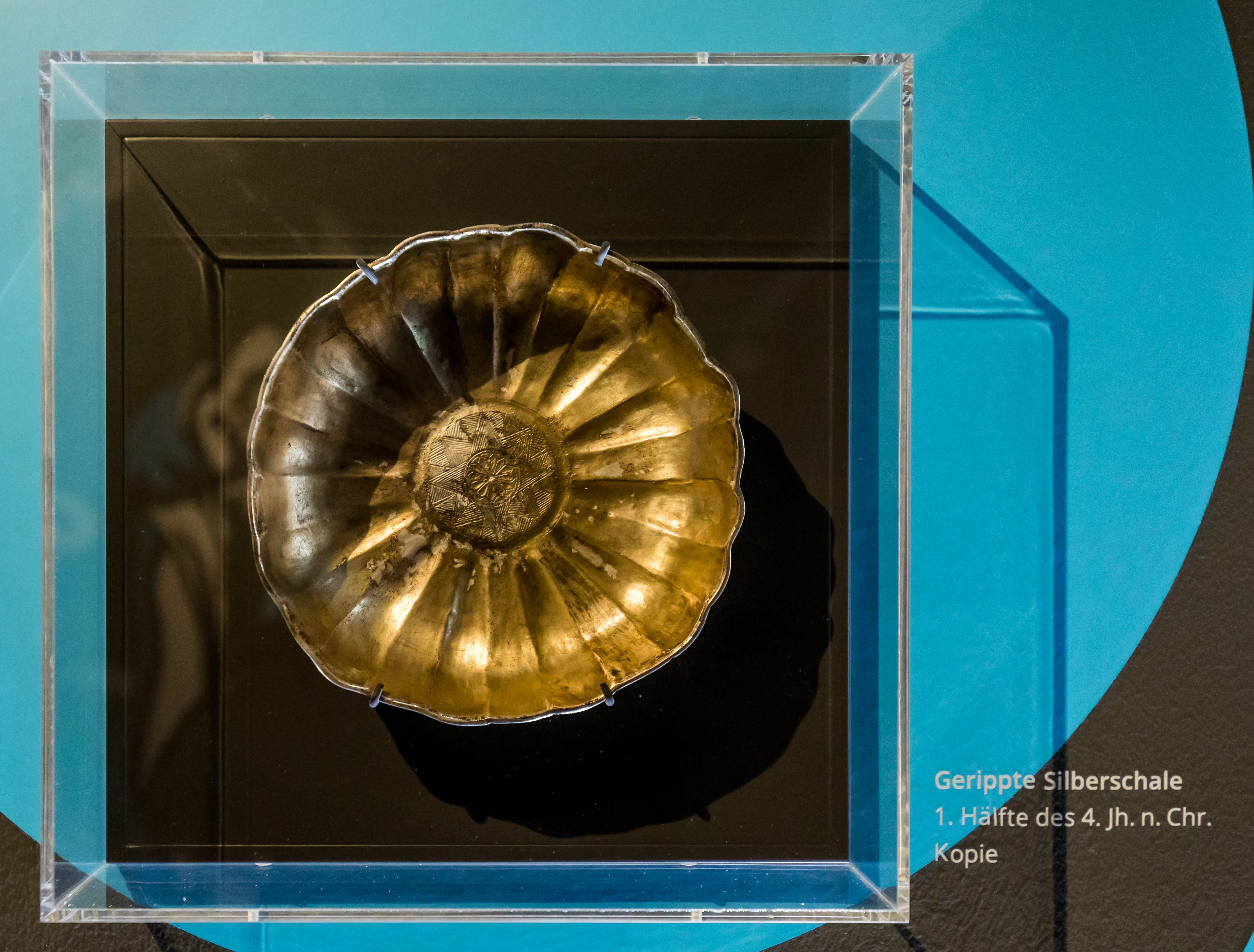
Silberschale (Kopie)
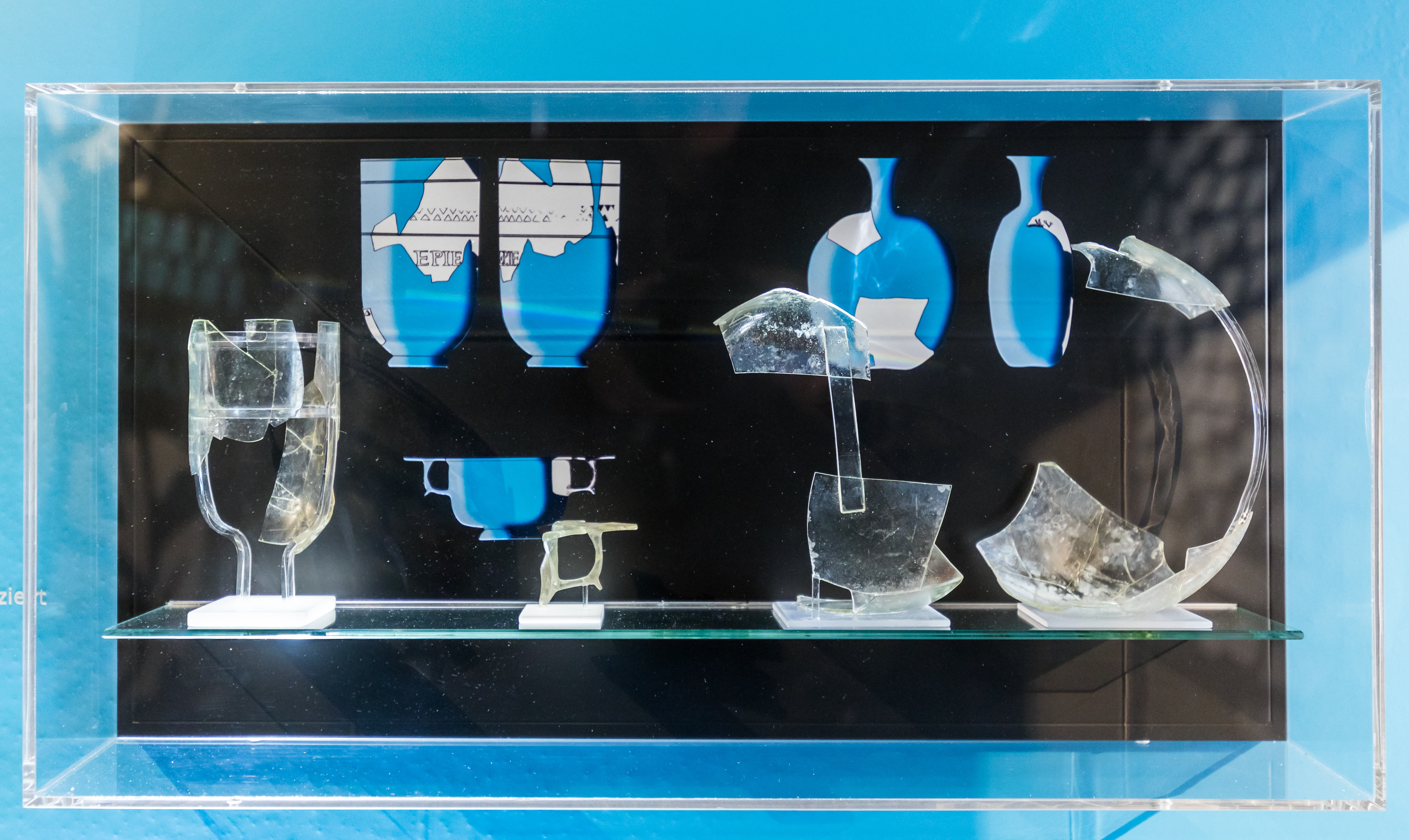
Gläserne Trinkgefäße

## Datierung
Der früheste datierte Fund aus dem Bereich der Grabkammer ist eine mittelgallische Terra-Sigillata-Schüssel aus der 1. Hälfte des 2. Jahrhunderts. Zwei der vorgefundenen Porträtbüsten datieren aus kunstgeschichtlichen Aspekten heraus in das letzte Jahrzehnt des 2. Jahrhunderts. Daraus kann eine Bau- und Belegungszeit für das unterirdische hypogaeum im 2. Jahrhundert angenommen werden. Der Sarkophag aus dem oberirdischen Grabbau stammt aus dem späten 3. Jahrhundert. Die Münzreihe mit einer Schlussmünze des Constantius II. belegt eine Frequentierung des Grabmals bis in das 4. Jahrhundert.

## Förderverein Römergrab Weiden
Um das bedeutende Bodendenkmal zu einem Lern- und Erlebnisort werden zu lassen, wurde am 2. März 2017 auf Initiative des Bodendenkmalpflegers und Provinzialrömischen Archäologen Heinz Günter Horn der Förderverein Römergrab Weiden e. V. gegründet, der mit dem Römisch-Germanischen Museum der Stadt Köln zusammenarbeitet und zugleich die Geschäftsstelle stellt. Unterstützt wird der Förderverein zudem von der Archäologischen Gesellschaft Köln und der Universität zu Köln mit dem Lehrstuhl für die Geschichte der römischen Provinzen.
Das Bau- und Bodendenkmal wurde im Juli 2019 für eine breite Öffentlichkeit zugänglich gemacht durch die Einführung von regelmäßigen Öffnungszeiten.
Um das in Vergessenheit geratene Denkmal zu einer Kulturstätte aufleben zu lassen, ergriff der Förderverein diverse Maßnahmen. Zunächst wurde die antike Grabstätte mit modernen Informationsmöglichkeiten im Erdgeschoss ausgestattet und ein Schulungskonzept entwickelt. Die aus dem Jahr 1848 stammende unscheinbare Aufschrift „Roemergrab“ in den Bogensteinen des Eingangs vom Schutzbau wurde am 10. Juni 2019 durch einen Banner „Römergrab Weiden“ am Wärterhaus ergänzt. Am 14. Dezember 2019 wurde die KVB-Haltestelle „Weiden Schulstraße“ feierlich in „Weiden Römergrab“ umbenannt. Im Juni 2020 beschloss die Bezirksvertretung die Anbringung einer Ortsbeschildung für Fußgänger und Autofahrer zum Römergrab.

## Umgebung
Das Grab befindet sich im Kölner Stadtteil Weiden, die gleichnamige Stadtbahnhaltestelle der KVB Linie 1 erhielt ihren Namen „Römergrab“ durch eine Umbenennung im Jahre 2019, zuvor hieß diese Weiden Schulstrasse.